# Чемпіонат України з гандболу серед чоловіків 2024—2025
Чемпіонат України з гандболу серед чоловіків (Суперліга) 2024/2025 — тридцять третій чемпіонат України.

## Учасники та особливості проведення
Заявки на участь в чемпіонаті подали 8 команд — учасники Суперліги сезону 2023/2024.
- «Донбас» (Донеччина).
- «Ізмаїл» (м. Ізмаїл);
- «Карпати» (м. Ужгород);
- «Мотор» (м. Запоріжжя);
- «Одеса» (м. Одеса);
- «СКА-ШВСМ» (м. Київ);
- «СКА-Львів-КДЮСШ» (м. Львів);
- «Хмельницький», колишня назва «ХНУ-ДЮСШ 1» (м. Хмельницький);

У чемпіонаті було проведено 14 з'їзних турів. У кожному турі команда зіграла 2 матчі з одним з суперників. Другого етапу та плей-оф у цьому сезоні не передбачено.
Застосовувалось наступне нарахування очок в турнірних таблицях:
- за перемогу в основний час гри — 3 очки;
- за перемогу після серії післяматчевих штрафних кидків, якщо після закінчення ігрового часу зафіксовано нічийний рахунок — 2 очки;
- за поразку, якщо гра завершилась в основний час — нуль балів;
- за поразку внаслідок серії післяматчевих штрафних кидків — 1 очко;
- технічна перемога — 3 очки у турнірній таблиці та рахунок у матчі 10:0 на користь команди-переможниці.

Призерами чемпіонату стали:
- «Мотор» — 28 перемог у 28 матчах;
- Одеса — 23 перемоги та 5 поразок в основний час;
- «Донбас»  — 18 перемог в основний час та 1 перемога після серії післяматчевих штрафних кидків.

Під час церемонії нагородження було відзначено кращих гравців та тренерів Суперліги:
- найцінніший гравець Суперліги — Захар Денисов («Мотор», м. Запоріжжя);
- найкращий молодий гравець та найкращий бомбардир (263 м'ячі) — Данило Савчук («СКА-ШВСМ», м. Київ);
- воротар — Євген Сапун («Донбас», Донеччина);
- лівий крайній – Даниїл Пацалюк («Одеса», м. Одеса);
- лівий півсередній –  Віталій Горовий («Мотор», м. Запоріжжя);
- розігруючий – Віктор Маломан («Одеса», м. Одеса);
- півсередній – Денис Саварин («Одеса», м. Одеса);
- лінійний – Євген Лисак («Мотор», м. Запоріжжя);
- правий крайній – Руслан Діякону («СКА-ШВСМ», м. Київ);

- тренер — Микола Степанець («Мотор», м. Запоріжжя).

## Підсумкова турнірна таблиця
| № | Команда                          | І  | В  | В7 | П7 | П  | М        | О  |
| - | -------------------------------- | -- | -- | -- | -- | -- | -------- | -- |
|   | «Мотор» (м. Запоріжжя)           | 28 | 28 | 0  | 0  | 0  | 1261:585 | 84 |
|   | ГК «Одеса»                       | 28 | 23 | 0  | 0  | 5  | 1065:758 | 69 |
|   | «Донбас» (Донеччина)             | 28 | 18 | 1  | 0  | 9  | 839:766  | 56 |
| 4 | «СКА-ШВСМ» (м. Київ)             | 28 | 12 | 2  | 0  | 14 | 902:938  | 40 |
| 5 | ГК «Ізмаїл»                      | 28 | 9  | 0  | 2  | 15 | 753:954  | 35 |
| 6 | «Карпати» (м. Ужгород)           | 28 | 11 | 1  | 0  | 16 | 785:908  | 35 |
| 7 | «Хмельницький» (м. Хмельницький) | 28 | 4  | 0  | 2  | 22 | 749:996  | 14 |
| 8 | «СКА-Львів-КДЮСШ» (м. Львів)     | 28 | 1  | 0  | 0  | 27 | 654:1064 | 3  |

## Найкращі бомбардири

### Найкращі бомбардири туру
| Тур | Гравець            | Клуб           | Голи |
| --- | ------------------ | -------------- | ---- |
| 1   | Юрій Кубатко       | «Мотор»        | 20   |
| 1   | Даниїл Пацалюк     | «Одеса»        | 20   |
| 2   | Данило Рагозін     | «Мотор»        | 20   |
| 3   | Денис Саварин      | «Одеса»        | 18   |
| 3   | Дмитро Коваленко   | «СКА-ШВСМ»     | 18   |
| 4   | Максим Сосновий    | «Хмельницький» | 19   |
| 5   | Владислав Кукушкін | «Донбас»       | 20   |
| 6   | Вадим Поліщук      | «Одеса»        | 24   |
| 7   | Владислав Кукушкін | «Донбас»       | 25   |
| 8   | Данило Савчук      | «СКА-ШВСМ»     | 28   |
| 9   | Данило Савчук      | «СКА-ШВСМ»     | 22   |
| 10  | Владислав Кукушкін | «Донбас»       | 21   |
| 11  | Віталій Горовий    | «Мотор»        | 24   |
| 12  | Захар Денисов      | «Мотор»        | 20   |
| 13  | Данило Савчук      | «СКА-ШВСМ»     | 28   |
| 14  | Данило Савчук      | «СКА-ШВСМ»     | 30   |

### Топ-10 чемпіонату
| Місце | Гравець            | Клуб              | Голи |
| ----- | ------------------ | ----------------- | ---- |
| 1     | Данило Савчук      | «СКА-ШВСМ»        | 263  |
| 2     | Денис Саварин      | «Одеса»           | 199  |
| 3     | Віталій Горовий    | «Мотор»           | 192  |
| 4     | Владислав Кукушкін | «Донбас»          | 191  |
| 5     | Дмитро Гарбар      | «Карпати»         | 190  |
| 6     | Артем Громко       | «СКА-Львів-КДЮСШ» | 167  |
| 7     | Даниїл Пацалюк     | «Одеса»           | 164  |
| 8     | Роман Літинський   | «Хмельницький»    | 152  |
| 9     | Данило Рагозін     | «Мотор»           | 146  |
| 10    | Богдан Курмаз      | «Ізмаїл»          | 145  |

## Цікаві факти
15 грудня 2024 р. в матчі 7 туру «Одеса» — «Донбас» лівий півсередній «Донбасу» Владислав Кукушкін встановив рекорд сезону — закинув 16 м'ячів за матч. Його рекорд було побито у наступному турі — 31 січня 2025 р. півсередній «СКА-ШВСМ» Данило Савчук у матчі проти «СКА-Львів-КДЮСШ» закинув 18 м'ячів. Своє досягнення Данило повторив ще двічі — у 13 та 14 турах.